# Raleigh 300 1953
Raleigh 300 1953 var ett stockcarlopp ingående i Nascar Grand National Series (nuvarande Nascar Cup Series) som kördes 30 maj 1953 på den 1,0 mile (1,609 km) långa ovalbanan Raleigh Speedway i Raleigh i North Carolina. Totalt avverkades 300 miles (482,803 km) fördelat på 300 varv. Banunderlaget var asfalt. Loppet vanns av Fonty Flock i en Hudson på tiden 4:14.51 körande för Frank Christian. Flocks snitthastighet var 70,629 mph. Han var vid målgång ensam förare på ledarvarvet, två varv före tvåan Speedy Thompson. Prispotten uppgick till 13 100 dollar, varav 3 500 dollar gick till segraren.

## Resultat
| Plc     | Nr  | Förare             | Team/ bilägare       | Konstruktör | Start | Varv | Ledda varv |
| ------- | --- | ------------------ | -------------------- | ----------- | ----- | ---- | ---------- |
| 1       | 14  | Fonty Flock        | Frank Christian      | Hudson      | 43    | 300  | 105        |
| 2       | 12  | Speedy Thompson    | Buckshot Morris      | Oldsmobile  | 7     | 298  | 0          |
| 3       | 91  | Tim Flock          | Ted Chester          | Hudson      | i.u.  | 297  | 0          |
| 4       | 92  | Herb Thomas        | Herb Thomas Racing   | Hudson      | 5     | 296  | 1          |
| 5       | 78  | Dick Passwater     | Frank Arford         | Oldsmobile  | i.u.  | 296  | 0          |
| 6       | 120 | Dick Rathman       | Walt Chapman         | Hudson      | i.u.  | 295  | 0          |
| 7       | 4   | Slick Smith        | Frank Christian      | Oldsmobile  | 1     | 295  | 4          |
| 8       | 42  | Lee Petty          | Petty Enterprises    | Dodge       | i.u.  | 295  | 0          |
| 9       | 44  | Ray Duhigg         | Julian Petty         | Plymouth    | i.u.  | 294  | 0          |
| 10      | 82  | Joe Eubanks        | Phil Oates           | Hudson      | 2     | 292  | 0          |
| 11      | 43  | Jim Paschal        | Dave Quate           | Dodge       | i.u.  | 292  | 0          |
| 12      | 11  | Ralph Dyer         | Ralph Dyer           | Nash        | i.u.  | 288  | 0          |
| 13      | 87  | Buck Baker         | Bob Griffin          | Oldsmobile  | 4     | 288  | 39         |
| 14      | 41  | Curtis Turner      | John Eanes           | Oldsmobile  | i.u.  | 283  | 0          |
| 15      | 71  | Otis Martin        | Coleman Lawrence     | Ford        | i.u.  | 281  | 0          |
| 16      | 9   | Donald Thomas      | Herb Thomas Racing   | Hudson      | 8     | 280  | 0          |
| 17      | 34  | Andy Winfree       | Andy Winfree         | Plymouth    | i.u.  | 277  | 0          |
| 18      | 24  | Bob Welborn        | J.O. Goode           | Plymouth    | i.u.  | 276  | 0          |
| 19      | 5   | Hershel McGriff    | McGriff Motorsports  | Oldsmobile  | 6     | 274  | 101        |
| 20      | 21  | Glen Wood          | Wood Brothers Racing | Lincoln     | i.u.  | 274  | 0          |
| 21      | 6   | Cotton Owens       | George Hutchens      | Ford        | i.u.  | 274  | 0          |
| 22      | 99  | Stewart McDonald   | Matt Gowan           | Plymouth    | i.u.  | 271  | 0          |
| 23      | 23  | Gayle Warren       | Gayle Warren         | Studebaker  | i.u.  | 270  | 0          |
| 24      | 15  | Ted Lee            | Ted Lee              | Ford        | i.u.  | 264  | 0          |
| 25      | 3   | Coleman Lawrence   | Coleman Lawrence     | Ford        | i.u.  | 263  | 0          |
| 26      | 93  | Ted Chamberlain    | Ted Chamberlain      | Plymouth    | i.u.  | 256  | 0          |
| 27      | 27  | Earl Foushee       | Earl Foushee         | Plymouth    | i.u.  | 256  | 0          |
| 28      | 77  | Frank Arford       | Frank Arford         | Oldsmobile  | i.u.  | 253  | 0          |
| 29      | 108 | Arden Mounts       | Gene Comstock        | Hudson      | i.u.  | 231  | 0          |
| 30      | 40  | Gordon Bracken     | Gordon Bracken       | Nash        | i.u.  | 221  | 0          |
| 31      | 17  | Roy Bentley        | Jesse Mann           | Plymouth    | i.u.  | 220  | 0          |
| 32      | 8   | Gene Comstock      | Gene Comstock        | Hudson      | i.u.  | 214  | 0          |
| 33      | 2   | Bill Blair         | Bill Blair           | Oldsmobile  | 3     | 213  | 50         |
| 34      | 16  | John Ray           | Johnny Ray           | Lincoln     | i.u.  | 202  | 0          |
| 35      | 72  | Earl Moss          | Doug Meeks           | Ford        | i.u.  | 190  | 0          |
| 36      | 46  | Ralph Liguori      | Al Wheatley          | Lincoln     | i.u.  | 190  | 0          |
| 37      | 13  | Pop McGinnis       | Irving Frye          | Hudson      | i.u.  | 187  | 0          |
| 38      | 55  | Bub King           | Bub King             | Hudson      | i.u.  | 165  | 0          |
| 39      | 11  | Fireball Roberts   | Ed Saverance         | Ford        | i.u.  | 154  | 0          |
| 40      | 60  | Dub Livingston     | Dub Livingston       | Dodge       | i.u.  | 115  | 0          |
| 41      | 73  | Elton Hildreth     | Elton Hildreth       | Nash        | i.u.  | 110  | 0          |
| 42      | 1   | Herschel Buchanan  | Herschel Buchanan    | Nash        | i.u.  | 93   | 0          |
| 43      | 481 | Johnny Zeke        | Johnny Zeke          | Dodge       | i.u.  | 84   | 0          |
| 44      | 101 | Clyde Minter       | Otis Martin          | Mercury     | i.u.  | 81   | 0          |
| 45      | 128 | Russell Armentrout | J.B. Richter         | Dodge       | i.u.  | 60   | 0          |
| 46      | 19  | Fred Dove          | Fred Dove            | Plymouth    | i.u.  | 45   | 0          |
| 47      | 22  | Jimmie Lewallen    | R.G. Shelton         | Oldsmobile  | 9     | 41   | 0          |
| 48      | 58  | Johnny Patterson   | Ranier-Lundy Racing  | Hudson      | i.u.  | 33   | 0          |
| 49      | 74  | J.L. Justice       | J.L. Justice         | Ford        | i.u.  | 9    | 0          |
| Källor: |     |                    |                      |             |       |      |            |